# Roman o borilnih veščinah
Roman o borilnih veščinah je posebna literarna zvrst, ki ima dolgo in plodno tradicijo. Zgodbe, ki se jih loteva so stare več kot 2000 let. Osnovna tematika so borilne veščine. Roman o borilnih veščinah ima tudi številne književne podzvrsti.

## Zgodovina
Prvi romani so se pojavili v 14. stoletju na Kitajskem. Vendar Kitajci za romane niso imeli posebnega izraza, temveč so zanj uporabljali oznake drugih literarnih zvrsti. Kljub temu v romanih o kung fuju najdemo veliko sorodnosti z evropskim viteškim romanom, ki je nastal v 13. stoletju. To je še posebej razvidno v junaškem etosu, ki je osnovno vodilo protagonistov. Viteške romane so razvijali in negovali tudi Japonci v romanu o samurajih. Na razvoj sodobnega romana o borilnih veščinah je najbolj vplivala filmska industrija in druge književne smeri. Slovenski roman o borilnih veščinah pa je še mlada zvrst.

## Roman o kung fuju
Kitajski roman o borilni veščini kung fu se imenuje vušja, (kitajsko: wuxia). Izraz vušja pomeni »bojevnik, junak,« lahko pa ga prevedemo tudi kot »junak borilnih veščin.« Junaki vušje so po navadi zavezani pravilom viteštva, ki od njih zahteva, da varujejo šibke in revne ter popravljajo storjene krivice. Zato kitajski heroji ne služijo gospodarjem, pripadnikom vrhnjih družbenih krogov, kajti sami izhajajo iz nižjih, revnejših slojev. Pri vušji si protagonisti prizadevajo z borilnimi veščinami razviti nadnaravne sposobnosti.
Zraven vušje sta se izoblikovali še dve podzvrsti: šjanšja (kitajsko: xianxia) in šuanhuan (kitajsko: xuanhuan), znani tudi kot kultivacijski roman. Junaki želijo postati božanski, nesmrtni. Pri šjanšji to dosežejo z borilnimi veščinami in meditacijo, v šuanhuanu pa z magijo in čarobnimi napoji.

### Najvidnejši predstavniki romana o kung fuju
Džin Jong, Ši Naj'an, Luo Guandžong, Lijan Jušeng, Gu Long idr.

### Najvidnejši romani o kung fuju
Suženj Kunlun, Vodna meja, Romanca Treh kraljestev, Prežeči tiger, skriti zmaj, Knjiga in meč idr.

## Roman o samurajih
Romani o samurajih pripovedujejo zgodbe o neustrašnih japonskih bojevnikih, ki so živeli po kodeksu pravil imenovanem bušido. Izraz samuraj pomeni »tisti, ki služi.« Samuraj je brezrezervno vdan svojemu fevdalnemu gospodu, daimju. Zanj je brez razmišljanja pripravljen dati svoje življenje. Na splošno je samuraj pripravljen umreti vsak trenutek, saj mu kodeks bušida zapoveduje preziranje smrti. Tisti, ki prekrši bušido, mora izvesti ritualni samomor, znan kot hara kiri ali sepuko. Roman o samurajih se deli na zgodovinski roman in roman o borilnih veščinah. Slednji poudarja borilne veščine kot so samurajsko mečevanje (iaido, kendžicu in kendo), lokostrelstvo (kjudo), nindžicu, goloroko bojevanje idr.

### Najvidnejši predstavniki romana o samurajih
Eidži Jošikava, James Clavell, Takaši Macuoka, Lian Hearn, Chris Bradford idr.

### Najvidnejši romani o samurajih
Musaši, Šogun, Prapor samuraja Furina Kazana, Zgodba o 47. roninih, Saga o Otorijih, Mladi samuraj idr.

## Sodobni roman o borilnih veščinah
Na oblikovanje sodobnega romana o borilnih veščinah so v veliki meri vplivali hollywoodski filmski in druge književne smeri, predvsem pa receptura bestsellerjev oz. »prodajnih uspešnic.« Medtem ko so bili romani o kung fuju in samurajih krajevno omejeni na Kitajsko in Japonsko, je globalizacija, ki jo je prinesel internet, razširila dogajanje na ves svet. Tudi borilne veščine niso več omejene samo na kung fu in mečevanje, ampak se pojavlja cela paleta različnih veščin (karate, ajkido, tekvondo, judo, kikboks, MMA idr).

### Najvidnejši predstavniki sodobnega romana o borilnih veščinah
Eric Van Lustbader, Marc Olden, Barry Eisler, John Donohue, Arthur Rosenfeld idr.

### Najvidnejši sodobni romani o borilnih veščinah
Nindža (roman), Miko, Šibumi, Daišo, Sensej idr.

## Slovenski roman o borilnih veščinah
Slovenski roman o borilnih veščinah je mlada zvrst, ki ima primesi športnega romana, mladinskega romana, kriminalke in ljubezenskega romana. 

### Najvidnejši predstavniki slovenskega romana o borilnih veščinah
Silvester Vogrinec

### Najvidnejši slovenski romani o borilnih veščinah
Karate bojevnik 1: Beli galeb, Gladiator, Slovenska Elektra: Bojevnica svetlobe, Bojevnikova pot, Gladiatorji na preizkušnji, Roža in meč idr.

## Podzvrsti romana o borilnih veščinah
Zgodovinski roman, triler, pustolovski roman, športni roman, fantastični roman, erotični roman, mladinski roman, grozljivi roman.